# Delanne 190
Le Delanne 190 est un planeur militaire d'assaut conçu en France par l'ingénieur Maurice Delanne peu avant la Seconde Guerre mondiale. Deux prototypes furent mis en construction, mais jamais terminés.